# Пщина
Пщина (пол. Pszczyna, чеськ. Pštína, нім. Pleß) — місто в південній Польщі, на річці Пщинка. Адміністративний центр Пщинського повіту Сілезького воєводства.

## Туризм
У Пщині знаходиться необароковий замок, що приваблює туристів.

## Демографія
Демографічна структура станом на 31 березня 2011 року:
|          | Загалом | Допрацездатний вік | Працездатний вік | Постпрацездатний вік |
| -------- | ------- | ------------------ | ---------------- | -------------------- |
| Чоловіки | 12463   | 2382               | 8730             | 1351                 |
| Жінки    | 13603   | 2334               | 8220             | 3049                 |
| Разом    | 26066   | 4716               | 16950            | 4400                 |

## Відомі особистості
У поселенні народилася:
- Гражина Торбицька (нар. 1959) — польська журналістка.

## Міста-побратими
- Буча, Україна
- Бергіш-Гладбах, Німеччина
- Кляйн-Реннау, Німеччина
- Каштела, Хорватія
- Голешов, Чехія